# Robert Lawson
Robert Lawson (ur. 4 października 1892 w Nowym Jorku, zm. 26 maja 1957 w Westport) – amerykański pisarz i rysownik, znany głównie jako autor oraz ilustrator literatury dziecięcej, w tym pierwszego wydania Byczka Fernando autorstwa Munro Leafa.

## Życiorys
Robert Lawson urodził się na przedmieściach Nowego Jorku, dzieciństwo spędził zaś w Montclair w stanie New Jersey. W wieku 20 lat rozpoczął studia artystyczne w New York School of Fine and Applied Art, ukończył je w 1914 roku. Zamieszkał wówczas w Greenwich Village, jako wolny artysta, zarabiając na życie opracowywaniem scenografii teatralnych. W 1914 roku debiutował również jako ilustrator w Harper’s Weekly. Po przystąpieniu Stanów Zjednoczonych do I wojny światowej wyjechał do Francji w składzie grupy artystów, zajmujących się opracowywaniem kamuflaży dla wojska.
W 1922 roku Lawson ożenił się z artystką Marie Abrams. Zdecydowali się zbudować dom na wzgórzu zwanym Rabbit Hill w pobliżu Westport w stanie Connecticut. Aby jak najszybciej spłacić kredyt zaciągnięty na budowę, postanowili, korzystając z popularności kartek okolicznościowych (greeting cards), tworzyć i sprzedawać codziennie jeden wzór graficzny kartki aż do czasu spłaty zobowiązania. Udało im się tego dokonać w zaledwie trzy lata. Swą pierwszą książkę dla dzieci, The Wonderful Adventures of Little Prince Toofat, zilustrował Lawson w 1922 roku. W 1936 roku wykonał ilustracje do Byczka Fernando (The Story of Ferdinand) Munro Leafa, który, wydany w tym samym roku przez Viking Press, w ciągu dwóch lat stał się bestsellerem na amerykańskim rynku wydawniczym. Ilustracje Lawsona były pierwowzorem dla rysowników wytwórni Walt Disney Animation Studios, którzy w 1938 roku stworzyli oskarowy animowany film krótkometrażowy Ferdinand the Bull. W 1938 roku zilustrował Mr. Popper's Penguins autorstwa Richarda i Florence Atwater.
W 1939 roku ukazała się pierwsza książka, której autorem i ilustratorem jednocześnie był Robert Lawson: Ben and Me: An Astonishing Life of Benjamin Franklin By His Good Mouse Amos, w 1953 roku zekranizowana w wytwórni Disneya. W 1940 roku opublikował They Were Strong and Good, za którą rok później został uhonorowany Medalem Caldecotta za najlepszą dziecięcą książkę ilustrowaną. W 1944 roku ukazała się książka Rabbit Hill, która przyniosła Lawsonowi Medal Newbery’ego za rok 1945, najważniejszą i najstarszą amerykańską nagrodę dla twórców literatury dziecięcej. Ostatnim dziełem Lawsona była opublikowana w 1957 roku The Great Wheel.
Robert Lawson zmarł w 1957 roku, rok po śmierci swojej żony, w domu na Rabbit Hill. Został pochowany na Mountain Grove Cemetery w Bridgeport.